# Raska Lukwiya
Raska Lukwiya är den tredje högste ledaren i rebellgruppen Herrens motståndsarmé (LRA) i norra Uganda. Lukwiya, som tros vara från Gulu District, har innehaft posterna som brigadgeneral, vice armébefälhavare och armébefälhavare i LRA. Den sistnämnda är den högsta rangen i LRA efter dem som innehas av Joseph Kony och Vincent Otti.  Lukwiya var en av fem LRA-ledare för vilka Internationella brottmålsdomstolen utfärdade sina första häktningsorder någonsin i juni 2005. Han är anklagad på tre punkter: en rörande slaveri, som utgör brott mot mänskligheten samt två rörande grym behandling och attacker mot civila som utgör krigsförbrytelser. Lukwiya avled 12 augusti 2006, skjuten av soldater från Ugandas armé, Uganda Peoples Defence Forces (UPDF), i Kitgum distriktet i norra Uganda.

## Fotnoter
1. ↑  Artikel med bild på Lukwiya ”Arkiverade kopian”. Arkiverad från originalet den 11 mars 2009. https://web.archive.org/web/20090311041039/http://www.newvision.co.ug/D/8/12/514920. Läst 4 januari 2009.
2. ↑  Ugandas armés officiella webbsida ”Arkiverade kopian”. Arkiverad från originalet den 14 februari 2009. https://web.archive.org/web/20090214135140/http://defenceuganda.mil.ug/about_updf.php?status=true. Läst 4 januari 2009.